# Nexus 7
Nexus 7 – tablet firmy Google oparty na systemie Android, wyprodukowany przez ASUS. Jest pierwszym tabletem z serii Nexus. Został zaprezentowany 27 czerwca 2012 roku podczas Google I/O.

## Opis urządzenia

### Szczegółowa specyfikacja[1][2]
- ekran: 7", dotykowy, LCD IPS, rozdzielczość 1280 × 800.
- procesor: NVIDIA Tegra 3 T30L bazujący na ARM Cortex A9, taktowany 1,2 GHz.
- pamięć: 8 GB, 16 GB lub 32 GB flash bez możliwości rozszerzenia przez microSD.
- RAM: 1 GB DDR3
- bateria: 4325 mAh
- aparat: przedni – 1,2 Mpx
- wymiary i masa: 198,5 × 120 × 10,45 mm, 340 g
- sensory: akcelerometr, magnetometr, GPS, żyroskop
- złącza: microUSB
- bezprzewodowy przesył danych: WLAN 802.11 b/g/n@2,4 GHz, Bluetooth 4.0, 3G (tylko w wersji 32GB)

### System operacyjny
Nexus 7 został wydany z systemem Android w wersji 4.1 Jelly Bean, ale może zostać zaktualizowany do wersji 5.0 Lollipop. Tablet używa interfejsu podobnego do tego ze smartfonów, jednak m.in. menu i powiadomienia zostały przystosowane do większego ekranu. Ponadto – przynajmniej do Android 4.4 – tylko tablety mogą posiadać różne profile użytkowników.

## Problemy
- Użytkownicy zgłaszali problemy z regulacją jasności ekranu, zrywaniem połączeń przez Bluetooth, częstymi restartami, bardzo szybkim rozładowywanie baterii, długim czasem ładowania, niedopracowanymi widgetami i aplikacją aparatu oraz brakiem grudnia w kalendarzu[3][4][5]. Większość z tych usterek została usunięta wraz z aktualizacją systemu Android do wersji 4.2.1.

- Po aktualizacji do wersji 5.1 (Lollipop) niektórzy użytkownicy zgłaszają problemy na tzw. "wycieki pamięci" (z ang. memory leak). Problem objawia się tym, że niektóre aplikacje systemowe zużywają zbyt dużo zasobów co skutkuje m.in. zawieszaniem się urządzenia lub wyłączaniem się aplikacji.